# Oskar Piloty
Oskar Piloty (né le 30 avril 1866 et décédé le 6 octobre 1915) est un chimiste bavarois. Il est connu pour avoir travaillé sous la direction de Emil Fischer sur la chimie des sucres et plus tard sur la structure des pyrroles.

## Biographie
Il est le fils du peintre Karl von Piloty. Le chimiste Ludwig Knorr est très proche de la famille de Oskar Piloty, à tel point qu'il épouse la sœur de ce dernier.
Oskar Piloty commence à travailler sous la direction de Adolf von Baeyer et plus tard épouse la fille de ce dernier.
Il obtient son doctorat à l'Université de Wurtzbourg sous la direction de Emil Fischer et le suit lorsqu'il part pour l'Université Humboldt de Berlin.
En 1899, il rejoint son beau-père à l'Université Louis-et-Maximilien de Munich où il occupe le poste de professeur de chimie inorganique.
À la suite du décès de l'un de ses fils lors du début de la Première Guerre mondiale, il s'engage comme volontaire pour servir le front ouest. Touché par une balle, il est tué au combat le 6 octobre 1915 lors de la Seconde bataille de Champagne.